# Pararge minuta
Pararge minuta är en fjärilsart som beskrevs av Schultz 1908. Pararge minuta ingår i släktet Pararge och familjen praktfjärilar. Inga underarter finns listade i Catalogue of Life.